# Don Eddy
Don Eddy (Long Beach, Califòrnia, 4 de novembre de 1944) és un pintor estatunidenc que va obtenir el reconeixement inicial com un artista fotorealista. Els seus últims treballs han anat apartant de realisme fotogràfic, en el regne de la metafísica.
Eddy obres anteriors de la dècada de 1970 va retre homenatge als cotxes i el paisatge urbà. A la dècada de 1980, el seu treball era més orientada a objectes, que representa la cristalleria, vaixella i joguines en una sèrie de prestatges de vidre reflectant. Sovint, compost per ditychs o políptics (pintures amb diversos panells), es juxtaposa imatges poètiques en relació l'un amb l'altre ", fent-se ressò dels ecosistemes", com l'artista crida a aquestes connexions de l'estructura.